# 父後七日
《父後七日》是臺灣作家劉梓潔的作品，以散文方式敘述一個從彰化縣北上工作的青年返鄉奔父喪七日的故事，以黑色幽默手法展現出道教與台灣喪葬習俗。此作品於2006年獲得林榮三文學獎的散文組首獎，並在導演王育麟的鼓舞推動下，改編為電影，並邀請劉梓潔擔任編劇與共同導演。電影於2010年8月27日上映。

## 電影出現場景
- 彰化縣田尾鄉睦宜村「龍州宮」
- 彰化縣田尾鄉正義村「舊濁水溪」
- 彰化縣溪湖鎮溪湖糖廠冰店
- 臺北縣深坑鄉（今新北市深坑區）「深坑流動夜市」
- 臺灣-縣道106乙喜樂橋（新北市深坑區文山路二段，女主角阿梅騎機車載遺照之處）
- 台鐵田中車站
- 香港中環
- 香港赤鱲角機場
- 台灣-秀傳醫療財團法人彰濱秀傳紀念醫院

## 電影演員陣容

### 領銜主演
- 王莉雯 飾 阿梅
- 太保 飾 父親
- 吳朋奉 飾 道士阿義
- 陳家祥 飾 哥哥大志
- 陳泰樺 飾 表弟小莊
- 張詩盈 飾 孝女白琴
- 朱家儀 飾 小護士
- 王安琪 飾 姑姑美鳳

## 獎項
| 年份 | 頒獎典禮         | 獎項             | 入圍者／作品 | 結果 |
| ---- | ---------------- | ---------------- | ------------ | ---- |
| 2010 | 第47屆金馬獎     | 最佳劇情片       | 《父後七日》 | 提名 |
| 2010 | 第47屆金馬獎     | 年度台灣傑出電影 | 《父後七日》 | 提名 |
| 2010 | 第47屆金馬獎     | 最佳男配角       | 吳朋奉       | 獲獎 |
| 2010 | 第47屆金馬獎     | 最佳改編劇本     | 劉梓潔       | 獲獎 |
| 2010 | 第47屆金馬獎     | 最佳女配角       | 張詩盈       | 提名 |
| 2010 | 第47屆金馬獎     | 最佳新演員       | 張詩盈       | 提名 |
| 2010 | 第12屆台北電影獎 | 最佳女配角       | 張詩盈       | 獲獎 |
| 2010 | 第12屆台北電影獎 | 最佳編劇獎       | 劉梓潔       | 獲獎 |

## 電影周邊商品
- 2010年10月26日發行電影原聲帶

## 外部連結
- 電影網站
- 劉梓潔部落格
- 衛視電影台 父後七日 官方網站[永久]
- 《父後七日》的Facebook專頁
- Yahoo奇摩電影上《父後七日》的資料（繁體中文）
- MSN娛樂上《父後七日》的資料（繁體中文）

- 開眼電影網上《父後七日》的資料（繁體中文）
- 豆瓣电影上《父後七日》的資料 （简体中文）
- 时光网上《父後七日》的資料（简体中文）
- AllMovie上《父後七日》的资料（英文）
- 爛番茄上《父後七日》的資料（英文）
- 香港影庫上《父後七日》的資料（繁體中文）
- 互联网电影数据库（IMDb）上《父後七日》的资料（英文）